# 北海道道758号班溪风连线
北海道道758号班溪风连线（日语：北海道道758号パンケ風連線）是一条连结北海道上川综合振兴局管内上川郡下川町和名寄市的普通道级道路（北海道道）。另外，下川町班溪和名寄市風連町字池之上之間未进行路面敷设的路段几乎全線全年不能通行。

## 道路概况
- 起点：北海道上川郡下川町班溪
- 終点：北海道名寄市風連町字東風連
- 总距离：17.7千米

## 经过的自治体
- 上川综合振兴局
  - 上川郡下川町
  - 名寄市

## 主要连接道路
- 北海道道101号下川爱别线（起点）
- 北海道道538号旭名寄线（终点）

## 历史
- 1972年（昭和47年）3月31日 - 路線勘定（北海道告示第904号）

## 沿線
- 名寄市
  - 风连望湖台自然公園＝風連町字池之上
  - 忠烈布貯水池＝風連町字池之上